# Gojirasaurus
Gojirasaurus var ett släkte theropoder hittade i New Mexico (USA) som tillhörde en grupp av de tidigast utvecklade dinosaurierna, coelophysoiderna.
Dessa var lätt byggda, tvåbenta köttätare och levde möjligen i stora flockar. Coelophysoiderna var ganska små, mellan 1 och 6 meter i längd. Gojirasaurus var emellertid upp till 7 m och en jätte i sin värld. Därför har den fått sitt namn efter det japanska filmmonstret Godzilla. I 1991 filmen Godzilla vs. King Ghidorah dyker en dinosaurie med nästan samma namn upp, "Godzillasaurus".
Man vet inte riktigt hur Gojirasaurus såg ut, eftersom man inte hittat hela skelettet. Skallen, till exempel, är fortfarande ett mysterium. Man kan göra rimliga gissningar baserat på andra coelophysoider.